# Абу-Даби (эмират)
Абу́-Да́би или Абу́-За́би (араб. أبو ظبي‎) — самый крупный эмират в Объединённых Арабских Эмиратах, протянувшийся на побережье Персидского залива более чем на 400 км.
- Административный центр — город Абу-Даби, который одновременно является столицей Объединённых Арабских Эмиратов.
- Площадь — 67 340 км², население — 2 120 700 человек (июнь 2011 года).

## География
На северо-востоке граничит с эмиратами Дубай и Шарджа, на востоке — с Оманом, на юге и юго-западе — с Саудовской Аравией. На севере омывается Персидским заливом, в котором имеет множество островов и коралловых рифов.
Крупнейший город эмирата — Абу-Даби; город Эль-Айн — второй по численности жителей в эмирате.
Большая часть территории эмирата — пустынная равнина, местами пересечённая сухими руслами рек. У изрезанного бухтами побережья — солёные болота, во время осенней и весенней миграций привлекающие многочисленных птиц, в том числе розовых фламинго.
Климат сухой, пустынный, переходный от субтропического к тропическому. Среднегодовая температура воздуха 26 °C; самый тёплый месяц — август (средняя температура 34 °C), самый холодный — январь (18 °C). Абсолютный максимум температуры зарегистрирован в июне 2008 года: 51,4 °С. Среднегодовое количество осадков 107 мм; с мая по октябрь осадков почти нет, самый дождливый месяц — декабрь (36 мм).

## История
Территория эмирата Абу-Даби с середины XIX века находилась в составе британского протектората Договорный Оман, где до начала XX века являлось доминирующим, затем уступив лидерство эмиратам Шарджа и Дубай. В 1961 году Абу-Даби получил статус самостоятельной административной единицы с британским резидентом. С 1971 года — государство в составе ОАЭ.

## Административное деление
Эмират Абу-Даби делится на 3 муниципальных регионов:
- Абу-Даби (Центральный столичный регион)
- Эль-Айн (Восточный регион)
- Эд-Дафра (до 2017 года — Эль-Гарбия, Западный регион)

## Экономика
В основе экономики эмирата — добыча нефти. Месторождения нефти здесь были открыты в 1958 году; в настоящее время нефть добывается как на суше, так и в море. Благодаря доходам от экспорта нефти в Абу-Даби один из самых высоких в мире показателей доходов на душу населения. Абу-Даби обеспечивает около 70 % ВВП страны.
Крупнейший порт — Заид в Абу-Даби; основные нефтеналивные порты расположены на островах Дас и Эз-Занна. В 1996—2001 годах на острове Саадият была создана свободная экономическая зона.
Крупнейшая в мире отдельно стоящая солнечная электростанция Noor Abu Dhabi мощностью 1,177 МВт была запущена в районе города Свейхан в 2019 году. Стоимость вырабатываемой энергии для потребителей составит 8,888 филса (2,43 цента) за кВт⋅ч, что является самым низким показателем в мире. В 2013 году в 120 километрах от города Абу-Даби была открыта тепловая солнечная электростанция Shams-1 (Солнце-1) мощностью 100 мегаватт. Планируется строительство в эмирате Абу-Даби ещё одной СЭС проектной мощностью 2 ГВт.
В городе расположена Корпорация оборонной промышленности Эмиратов.